# Ralph T. O’Neal
Ralph Telford O’Neal (ur. 15 grudnia 1933 w Virgin Gorda, zm. 11 listopada 2019 w Tortola) – polityk, szef ministrów Brytyjskich Wysp Dziewiczych w latach 1995–2003 oraz premier w latach 2007–2011.

## Życiorys
Był absolwentem Uniwersytetu Oksfordzkiego oraz członkiem zrzeszenia prawników Brytyjskich Wysp Dziewiczych.
W 1995, po śmierci założyciela Partii Wysp Dziewiczych (VIP, Virgin Islands Party) Hamiltona Lavity Stoutta, stanął na jej czele i objął funkcję szefa ministrów/ Jako lider partii wygrał wybory parlamentarne w 1999. Dopiero w 2003 poniósł porażkę na rzecz Narodowej Partii Demokratycznej. Wszedł jednak do parlamentu, w którym został liderem opozycji.
Partia Wysp Dziewiczych zdecydowanie wygrała wybory parlamentarne 20 sierpnia 2007, w których uzyskała ponad 45% głosów poparcia i 10 z 15 miejsc w parlamencie. 22 sierpnia 2007 O’Neal został mianowany przez gubernatora Davida Peareya premierem Brytyjskich Wysp Dziewiczych (zamiana nazwy stanowiska z dotychczasowego szefa ministrów). Dzień później został oficjalnie zaprzysiężony.
Był kawalerem Orderu Imperium Brytyjskiego.